# Богословие

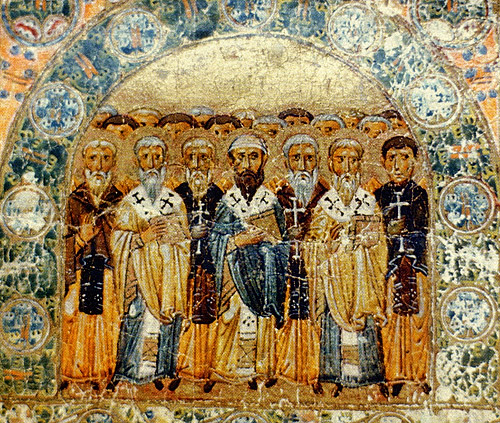
Отцы Церкви на миниатюре из Изборника Святослава (1076)

Богосло́вие, или теоло́гия (греч. θεολογία от греч. θεός «Бог» + греч. λόγος «слово, учение, наука») — систематическое изложение и истолкование какого-либо религиозного учения, догматов какой-либо религии.
Представляет собой комплекс дисциплин, занимающихся изучением, изложением, обоснованием и защитой вероучения о Боге, его деятельности в мире и его откровении, а также связанных с ним учениях о нравственных нормах и формах Богопочитания.
Богословие следует отличать от религиоведения и философии религии.

## История
Слово «богословие» (теология, др.-греч. θεολογία, лат. theologia) в различные времена имело различные значения. В значении учения о Боге слово «теология» утвердилось с первой половины XIII века после появления книги Абеляра «Христианская теология» (лат. Theologia christiana) и открытия в Парижском университете теологического факультета.

### Древняя Греция
В греческой мысли под словом θεολογία понималось «учение о богах». Слово произошло от др.-греч. θεολόγοι («теологи»); так греки называли древнегреческих поэтов, которые записали предания о богах: Орфея, Гесиода, Гомера. Позже богословами стали называть толкователей древних мифов, например, Ферекида Сиросского и Эпименида Критского.
У Аристотеля теология — часть философии (наряду с математикой и физикой), «учение о божественном» (др.-греч. φίλοσοφία θεολογική). Теологическим учением Аристотеля обосновывали необходимость астрологии. В дальнейшем в Средние века интерес к запретной христианам астрологии проявился в том, что даже в «Изборнике Святослава» содержались астрологические сведения.
Стоики интерпретировали философскую теологию как изучение божественного откровения об устройстве мира. Так, Марк Теренций Варрон различал теологию мифическую (которой занимаются поэты), физическую (для философов) и гражданскую (которой ведает народ).

### Раннее христианство
Трактовка теологии Варроном подверглась критике бл. Августином (см. «О граде Божьем», кн. 18), который понимает под истинной теологией «теорию, дающую объяснение о Боге», «учение или речь о Божестве» («О граде Божьем», кн. VI, гл. 5-8; кн. VIII, гл. 1) в отличие от языческого («баснословного») учения о богах. Но до Средних веков христианские авторы обозначали термином др.-греч. θεολογία («богословие») триадологию — учение о Пресвятой Троице. Впервые это слово использовал Афинагор Афинский, его определение закрепилось за триадологией благодаря трудам Климента Александрийского и Оригена; считается, что термин вошёл в широкое употребление с IV века. Именно этот смысл закрепился в именах Григория Богослова и Симеона Нового Богослова в связи с их вкладом в триадологию. Остальные части современного богословия (о творении мира, о воплощении Бога Слова (Логоса), о спасении, о Церкви, о Втором Пришествии и т. д.) относились к области Божественного домостроительства или Божественной экономии (др.-греч. οίκονομία), то есть, деятельности Бога в творении, Промысле и спасении мира.
Ориген называл первым богословом Иисуса Христа, сообщившего, что он — Сын Божий, и положившего начало триадологии. Иисуса Христа первым богословом, но уже в современном понимании, называл и святитель Григорий Палама. Первым после Иисуса Христа теологом часто называют благоразумного разбойника, произнёсшего: «Помяни меня, Господи, когда приидешь в царствие твоё».
Христиане считают, что Св. Писание Нового Завета, апостольские послания являются богословием ранней Церкви, осмыслением данного ей Откровения; отчасти оно апеллирует и к тем схемам понимания, которые были распространены в то время в обществе. Так, евангелист Иоанн подчёркивал, что Слово (Логос) было Бог, что не только было цитатой из таргумов, но и, видимо, должно было напомнить язычникам и иудеям об учениях Платона, Филона Александрийского и их последователей.
В богословии ранней Церкви важное место занимали так называемые мужи апостольские (например, Игнатий Антиохийский, Климент Римский, Поликарп Смирнский), и апологеты, писавшие сочинения, направленные на оправдание христианской религии в глазах светской власти и интеллигенции. Апологетами были такие писатели, как Кодрат Афинский, автор «Слова о благоразумном разбойнике» Аристид Афинский, автор концепции «христиан до Христа» (ветхозаветные пророки и добродетельные философы) Иустин Философ (Юстин Мученик), Афинагор Афинский, Тертуллиан, также Ориген («Против Цельса») и другие. Период апологетики приходится на II—III века (а в 313 г. Миланским эдиктом христианам была дана свобода вероисповедания).
Руководитель Огласительного училища Климент Александрийский разъяснял, что философия была пестуном ко Христу для язычников; она дала им то же, что Закон Божий дал иудеям. «Закон и пророки в надлежащее время даны были иудеям, а греки получили философию, которая должна была подготовлять их к слушанию Евангелия. Философы были для своего народа тем же, чем пророки для евреев». Климент Александрийский считал, что великие философы заимствовали свои идеи из Закона Моисеева. При этом в каждой философской системе содержится только часть истины, а в богословии находится вся её полнота. По его мнению, богословие — это греч. σοφία (София — мастерство, мудрость), по отношению к богословию философия — «госпожа наук» — только «служительница», «является подготовкой для тех, кто ищет веру через доказательства». Идеалом богослова («истинного гностика», поскольку богословием Климент называл только триадологию), по Клименту Александрийскому, является тот, «кто, охватив своим разумом все науки, светские и духовные, одухотворяет и увенчивает их глубочайшим чувством веры, доходящим до ясности, очевидности, непосредственного созерцания и, сверх того, неразрывно соединяющимся с соответствующим выработанному миросозерцанию образом жизни», включающим активное участие в деятельности Церкви. Но для обычных верующих учение Спасителя, будучи самодостаточным, в принципе не нуждается в «дополнении» его греческой философией, ибо оно ни в чём не нуждается.
К апологетическим сочинениям примыкает развивающий идеи Климента о «земной церкви» и «небесной церкви», «граде земном» и «граде небесном» знаменитый труд крестника и ученика Амвросия Медиоланского Августина «О граде Божьем», написанный после взятия Рима варварами в 410 г уже в эпоху вселенских соборов. И вообще, отцы Церкви восприняли и переосмыслили опыт античной учёности, старались выразить положения христианской веры на языке, понятном современным им людям, и пользовались философскими и риторическими методами. В притворах древнехристианских храмов наряду с мучениками и святыми изображались Сократ, Платон и Аристотель как предтечи и провозвестники истины. Если Августин Блаженный (354—430 гг.) в сочинении «О граде Божьем» только отмечает близость к христианской философии сократовской мудрости и сократовской тяги к вечной истине, то представители греческой ветви патристики склонны к частым параллелям между Сократом и Христом.

### Эпоха Вселенских соборов
Когда эпоха гонений на христиан завершилась, то с ясностью обнаружились внутренние проблемы, то есть, развитие ересей (хотя ереси существовали и раньше), прежде всего, арианства, гностицизма, монтанизма, манихейства. Для противодействия существующим ересям и предупреждения появления новых было необходимо чётко сформулировать церковное учение. Следующей эпохой в истории богословской мысли стала эпоха Вселенских соборов. I Вселенский собор был созван в 325 году, он, в частности, принял решение, что, поскольку христианская вера — это вера в Святую Троицу, то она отделяется от иудаизма, христианский выходной день переносится с субботы на общепринятый в империи День Солнца — воскресенье, а христиане не должны молиться в синагогах и состоять в единых иудеохристианских общинах, как это было во времена гонений, и осудил монтанизм и Ария, подобно иудеям представлявшего Божественное существо до Вознесения Иисуса всецело замкнутым в ипостаси Отца. Арианская смута внутри Церкви, как и совместное проведение обрядов паствой ортодоксальных сторонников Никейского символа веры (далее — кафоликами), еретиками и иудеями в синагогах, обличавшиеся и значительно позднее соратником и сподвижником Амвросия Медиоланского на Востоке вселенским учителем христианской церкви святителем Иоанном Златоустом, не закончились и после Собора, и волновали Церковь весь IV век.
Выдающимися богословами IV века стали также Афанасий Великий, вселенские учители святители Василий Великий, Григорий Богослов. В это время состоявший в личной переписке с Василием Великим глубоко изучивший подлинники произведений восточных Отцов Церкви, усвоивший и продолживший их идеи, перекинув, таким образом, мостик от них в латинское богословие, добившийся отделения всех языческих религий от государства святитель Амвросий Медиоланский вновь проводит мысль, что эллинские авторы отнюдь не обладали истинным гнозисом, но черпали его из Священного Писания. По мнению Амвросия, именно ветхозаветные патриархи до принятия Закона Моисеева были первыми христианами, а библейские ветхозаветные мужи стояли у истоков лучших идей языческой мысли. Поэтому Амвросий призывал свою паству изучать лучших античных мыслителей, говоря, что тем самым христиане не заимствуют чужое, но лишь возвращают то, что принадлежит им по праву (то есть, Священное Писание). Амвросию и другим мыслящим деятелям единой кафолической церкви следует поставить в заслугу, что благодаря их стараниям сохранилось очень многое из бесценного античного наследия, и не всё было уничтожено безумными фанатиками, особенно арианами. (Арианство было государственной религией и готов, и прославивших своё имя как нарицательное вандалов, разграбивших Рим, и подавляющего большинства других варваров, совершавших «крестовые походы» на принадлежавшие императорам-кафоликам Рим и Константинополь и в провинции и в своём «благочестивом христианском рвении» уничтожавших величайшие творения мировой культуры). Амвросий учил, что только царство Троицы является нераздельным и непобедимым, и кафолики не должны перенимать никакие верования других народов. В соответствии с заветами святителя Амвросия Русская православная церковь не заключает никакие унии с церквами других наций, в том числе, и для того, чтобы эти нации, как объяснял Амвросий, не превратились во врагов окормляемых Русской православной церковью народов, и её чада могли иметь евангельскую любовь не только между собой, но и с людьми других вер, конфессий и убеждений. В IV веке были разрешены триадологические споры (то есть, относящиеся к отношениям Лиц Святой Троицы), и с начала V века появились споры христологические. Третий Вселенский собор был созван в 431 году против Нестория, родом иранца, обвинённого в том, что признавал во Христе два Лица. Оппонентом его был Кирилл Александрийский. Иран тогда был основным врагом Константинополя на востоке, подобно тому, как с запада и севера империи противостояли ариане. Затем во время монофизитской и монофелитской смут заметными богословами были Лев, папа Римский, Феодорит Кирский, Софроний Иерусалимский, Максим Исповедник и другие.
Выдающимся систематизатором бывшей до него богословской мысли стал Иоанн Дамаскин (VIII век), составивший «Философские главы», «О ста ересях вкратце» и «Точное изложение православной веры». Иоанн испытывал некоторое влияние Аристотеля. Утвердивший учение Иоанна Дамаскина Второй Никейский собор 787 года считается Русской православной церковью последним VII Вселенским собором. Римская церковь в это время защищала единое вероучение и не поддавалась давлению королей Запада. Но в XI веке произошёл раскол единой Вселенской кафолической церкви на Западную (Католическую) и Восточную (по-русски — православную кафолическую церковь, греко-кафолическую, православную греко-кафолическую, с 1917 года — просто Православную) церковь; в это время заметными богословами были исихаст Симеон Новый Богослов, Никита Стифат, Пётр Дамиани и другие. На Западе оказавшая влияние на Иоанна Дамаскина философия Аристотеля отвергалась до тех пор, пока под воздействием тщательно изученных им трудов Иоанна Дамаскина Альберт Великий, основными авторитетами для которого также были Августин Блаженный и Иоанн Златоуст, не показал отсутствие противоречий между учением Аристотеля и христианством и возможность синтеза неоплатонизма августинианцев и перипатетики. В результате ученик Альберта Великого Фома Аквинский развил его идеи и написал ещё более фундаментальную, чем труды Дамаскина, но отличающуюся значительно большей опорой на формальную логику и аристотелизм «Сумму теологии».
Хотя теология не может обойтись без философского понятийного аппарата (неоплатонический термин «единосущный» в христианском «символе веры»), она по сути своей отлична от философии, в том числе, и от религиозной философии. В пределах теологии как таковой философское мышление подчинено гетерономным основаниям: разуму отводится служебная герменевтическая (истолковательная) роль, он принимает некритически и только разъясняет «слово божие». Теология авторитарна; в этом смысле она является отрицанием всякой автономной мысли, в том числе, философии. В латинской патристике и теологии складываются как бы два уровня: нижний уровень — философские размышления об абсолюте как о сущности, первопричине и цели всех вещей (то, что называл теологией ещё Аристотель — синоним «первой философии», или «метафизики»); верхний уровень — не постигаемые разумом «истины откровения». В эпоху схоластики эти два вида теологии получили обозначение «естественной» и «богооткровенной» соответственно. Частью естественной теологии является «вечная философия», например, геоцентрическая система Аристотеля; Альберт Великий и Фома Аквинский, зная о гелиоцентрической системе, считали правильным для обычных христиан верить в геоцентрическую, чтобы не подрывать авторитет Аристотеля и «вечной философии». (Тогда не знали об эллиптической форме орбит планет, и практическое использование гелиоцентрической системы действительно бы только привело к ошибкам). Такая структура теологии наиболее характерна для традиционных католических доктрин. Протестантская теология иногда тяготела к отказу от понятия «естественная теология», но, например, Лютер был её сторонником. Некоторое сближение теологии и православного богословия достигнуто в XV веке благодаря трудам Николая Кузанского, который внедрил в практику теологии «негативную теологию» — апофатическое богословие, ранее после разделения церквей характерное почти исключительно для православного богословия. Но перенос акцента на запечатлённый в Священном Предании православной церкви мистико-аскетический опыт, особенно исихазма, определяет облик православного богословия и его кардинальные отличия от теологии: единое Предание не допускает существования никакой «вечной философии» и не позволяет ни «естественной теологии», ни библеистике вычлениться из богословия.
В XIV веке разгорелись так называемые паламитские споры, связанные с развитием исихазма. Представителями исихазма XIV века, признаваемыми в православии святыми, были Григорий Палама, Григорий Синаит, Николай Кавасила, Евфимий Тырновский, Киприан, Сергий Радонежский, Стефан Пермский, Андрей Рублёв. Но учение Паламы об обожении не было воспринято на Руси, где церковь осталась приверженной обожению в трактовке Отцов Церкви греческой ветви патристики, поэтому в непаламитском смысле, в смысле Симеона Нового Богослова всех видных деятелей русского монашества, начиная с пречудного лекаря преподобного Антония Печерского, не только преподобных Сергия Радонежского и Нила Сорского, можно рассматривать как исихастов. Изучивший исихазм на Афоне Нил Сорский, опираясь на авторитет апостолов и Отцов Церкви, учивших «не делаяй да не яст» (не трудящийся да не ест), сблизил этическое учение русской церкви с часто ошибочно называемой «протестантской» трудовой этикой русского народа, основанной на связанных с глубоким уважением народа к «монархии» Бога-Отца ветхозаветных традициях, и не только требовал: «от праведных трудов своего рукоделия и работы дневную пищу и прочая нужныя потребы себе приобретаем», «излишних не подобает нам имети… ни желати то стяжати», — но он разъяснял и ту социальную неправду, какая скрывается за мирскими богатствами, жертвуемыми монастырям, особенно не вследствие истинного раскаяния, а в ожидании конца Света. Люди жертвуют «стяжаниа, иже по насилию от чюжих трудов собираема», и эта жертва «отнюдь несть нам на пользу». Не на пользу церкви, учил Нил, и некритическое отношение к любым литературным источникам, и стремление считать всё, что написано кем бы то ни было, учением церкви. Но и категорически не приемлющий казни, пытки и любые формы насилия и унижения человеческого достоинства в отношении не совершавших уголовные преступления еретиков Нил Сорский, и восхищавшийся испанской инквизицией Геннадий Новгородский, и считавший необходимым тщательное изучение её методов для принятия решения о возможности применения в Московском государстве некоторых из них Иосиф Волоцкий были согласны: несмотря на ожидания конца Света в 1492 году и позднее первопричиной распространения ересей в конце XV—XVI веках было отсутствие регулярного систематического непрерывного богословского образования.

## Термины «богословие» и «теология» в русском языке
В русском языке первая буква «т» в слове «теология» подчёркивает заимствование через латынь, а не непосредственно из преимущественно используемого в православии древнегреческого. Термин «калька» подчёркивает, что в русском языке «теология», в отличие от «богословия», часто не рассматривается как перевод древнегреческого θεολογία. В традиции российского православия явно прослеживается устойчивая тенденция использовать в свой адрес только слово «богословие», но никак не «теология» … «ни один православный священник в России никогда не употребит по отношению к своей Церкви слово „теология“ — поскольку оно ассоциируется с латинством». Но русское богословие усердно отслеживало движение западной теологии, пользуясь с большою осторожностью и часто с великим умением её богатыми результатами для своих задач и целей. Основоположник русской религиозной философии И. В. Киреевский называет теологию (инославное богословие, в том числе, греко-католических церквей) «учёным (в негативном смысле) богословием».

## Богословское образование

### В раннем христианстве
В начале IV века создаются катехизические училища, в которых читали лекции по христианскому вероучению для готовящихся к крещению. Такие училища были в Александрии, в Палестине. Первым высшим учебным заведением для подготовки богословов стало Огласительное училище, где катехизация сочеталась с образованием, и помимо основ вероучения и богословия будущие миссионеры тщательно изучали философию, логику, риторику, математику, географию, астрономию, естественные науки, искусства. «Наш Педагог есть святой Бог Иисус, Слово (Логос), ведущее всё человечество, и Сам Человеколюбивый Бог есть [наш] Педагог».

### В Средние века
В 988 году в Каире при мечети Аль-Азхар (сокращение от «Аль-Джами аль-Азхар» — «Светозарнейшая (араб. الزهرة‎ — также одно из имён Фатимы) Соборная мечеть») Фатимидами основывается Университет Аль-Азхар — старейшая, на сегодняшний день, мусульманская духовная академия-университет. Исламские университеты были образцами для начавших обучение студентов обычно при храмах, но также и для дававших частные уроки (уроки Абеляра Элоизе) первых западных теологов на континенте (например, воскресившего термин «теология» Абеляра).
После начального периода становления университетов в средневековой Европе к XIII—XIV веку типичный университет включал четыре факультета: «младший» (свободных наук (свободных искусств)) и три «старших»: юридический, медицинский и богословский. Эта структура сохранялась в течение долгого времени (в некоторых университетах и поныне).

### В России
В отличие от Запада, для преподавания богословия в средневековой Руси образцами служили школы Византии (например, Константинопольский университет) и Болгарии и, возможно, Англии и Ирландии.
Вначале в русских землях существовали школы начального обучения — дьяковские, с учителем псаломщиком, а также школы при храмах и монастырях, где учили чтению, письму, счёту, церковному пению. 2-я пол. XVI века является временем бурного развития протестантских (кальвинистских, арианских, социнианских и т. д.) и католических школ на западнорусских землях (первые иезуитские коллегии появились в Вильно и Ярослав(л)е (Галицком) в 1570 и 1571), причём ввиду отсутствия православного богословского образования православные шляхтичи и богатые русские охотно отдавали детей в эти школы, особенно в иезуитские коллегии, где иезуиты обещали не заниматься прозелитизмом, но на практике оказалось, что многие выпускники или переходили в римокатоличество, или становились сторонниками унии, хотя многие известны и как ревнители православия (Например, Хмельницкий). Острожская славяно-греко-латинская школа, основанная в 1576 году князем Константином Острожским как альтернатива инославному теологическому образованию, стала первой православной высшей школой в Восточной Европе. Первые Братские школы известны как вузы в 1585 году при Львовском Успенском (Львовская братская школа) в центре Русского воеводства Польши и Виленском Троицком братствах. Именно эти вузы играли ведущую роль в образовательной системе православного богословия до появления Киево-Могилянской коллегии (1632). Братские школы были созданы также в Бресте (1591), Могилёве (1590—1592), при Рогатинском (1589), Городокском (1591), Перемышльском (1592), Комарнинском (1592), Бельском (1594), Люблинском (1594), Каменец-Подольском (90-е годы XVI века), Галичском (кон. XVI века) братствах. На организацию этих братств и их школ оказывало непосредственное влияние Львовское братство, направлявшее учителей, выкупившее типографию первопечатника Ивана Фёдорова, снабжавшее другие братства и школы и все русские земли, в том числе, Русское государство, книгами из собственной типографии. В XVII веке число школ увеличилось: в 1609 году существовала школа при Львовском Богоявленском братстве, в 1613 году открылась школа при Минском Петропавловском 2-м братстве, в Киеве братская школа появилась в 1615 году в год учреждения Киевского братства, в Луцке — в 1619/20 году. В начале XVII века возникли братские школы в Замостье, Холме, Виннице, Немирове, Пинске. Школы с начальным обучением стали организовываться и при небольших сельских или местечковых братствах. Между братствами существовало тесное сотрудничество, в том числе, в сфере образования. Так, вначале Львовское братство посылало в Вильно учителей и книги, воспитанники виленского училища (Сильвестр Коссов, Исаия Трофимович-Козловский) преподавали во Львове; в 20-х годы XVII века многие учителя уехали из Львова в Киев. Типичным явлением были временные учителя и ученики, не имевшие постоянного места преподавания или обучения. Судьба братских школ на западнорусских землях была различна. На протяжении всего времени своего существования важнейшим центром духовного просвещения оставалась киевская школа, после преобразования в коллегию оказавшаяся в середине XVII века в составе Московского государства. Однако большинство братских школ потеряли своё значение, упадок братского просвещения начался в середине XVII века. В конце XVII — начале XVIII века многие братства под давлением католиков и униатов закрылись или приняли унию. До конце XVIII — начале XIX века продолжали существование братства в Бресте, Бельске, Вильно, Минске, Заблудове (теперь Белостокское воеводство Польши), Пинске, Слуцке, Мозыре и др. городах и местечках, но школы при братствах, по-видимому, закрылись или преподавание в них было низведено на уровень начального обучения грамоте. Ставропигийский институт, всегда придерживавшийся, как и Львовское братство, русофильской ориентации, был ликвидирован после присоединения Львова к СССР за отказ профессуры от признания себя украинцами.
Первой ставропигиальной духовной школой на Руси стала Киево-Могилянская академия (называвшаяся первоначально коллегией), созданная митрополитом Петром Могилой (Петру Мовилэ) в Киеве в середине XVII века по образцу коллегий Общества Иисуса, до 1592 года отличавшихся полным отрицанием расизма, национализма и русофобии. Пётр устроил независимо от киево-братской школы высшее училище «для преподавания свободных наук на греческом, славянском и латинском языках» (1631) при Киевской лавре, но когда братчики признали его блюстителем и опекуном своей школы и подчинили её исключительно власти Константинопольского патриарха, которого представлял в Киеве Пётр, он объединил свою лаврскую школу с братской. Первым ректором стал впоследствии первый русский доктор богословия Исаия Трофимович-Козловский. В XVII века Киево-Могилянская академия имела 8 классов, делившихся на младшее (4 класса), среднее (2 класса) и старшее (2 класса) отделения. Продолжительность обучения в академии доходила до 12 лет. В коллегии преподавались: славянские, греческий, латинский и польский языки, грамматика, риторика, пиитика (поэзия), философия, арифметика, геометрия, астрономия, музыка, богословие. В младших и средних отделениях учащиеся назывались учениками (спудеями), преподаватели — учителями (дидаскалами); в двух старших отделениях — студентами и профессорами. Преподавание велось главным образом на латыни, церковнославянский язык использовался, в основном, только при богослужении. Ввиду отсутствия единого живого языка русских (старобелорусский язык не был уже живым и не был в ходу в Черниговско-Северской земле, присоединённой к Украине только в Смуту) в этой же коллегии по предложению А. Киселя на основе синтаксиса черниговско-курского диалекта был впоследствии разработан российский (нынешний русский) литературный язык и для преподавания богословия и свободных наук и, как предлагал Кисель, как перспективный единый государственный язык Московского государства и Речи Посполитой. План Киселя избрать московского государя королём Речи Посполитой — вассалом римского папы — в соответствии с православным принципом Симфонии означал пусть расплывчатую и широкую, но некую новую унию. Развитие всей этой многоконфессиональной и межконфессиональной учёности вначале не приветствовалось Московским государством, на границе которого в результате с конца XVI века стали не только крестить иудеев, но и проводить новое крещение вообще всех въезжающих из Речи Посполитой, хотя, например, обычно даже римокатоликам, как исповедующим наиболее близкую, халкидонскую веру, достаточно причащения. Положение кардинально изменилось только после присоединения Украины к России и введения в едином государстве патриархом Никоном нового единого обряда, основой которого стал обряд западнорусской церкви, что подняло авторитет западно-русских православных богословов, способных успешно спорить со старообрядцами разных направлений.
Таким образом, в России богословие исторически развивалось в рамках религиозных учебных заведений (духовных семинарий и академий), где преподавалось вместе с рядом прикладных дисциплин (устав, апологетика, церковное пение, пастырское богословие), в отличие от стран Запада, где теология всегда оставалась частью университетского образования, и на теологических факультетах многих университетов до сих пор остаются практические специализации для подготовки священников. По образцу западных университетов, сочетавших светское и духовное образование, после присоединения Украины в едином Московском государстве действовала только преобразованная позднее в Московскую духовную академию основанная по инициативе Симеона Полоцкого Славяно-греко-латинская академия (до реформ Платона (Левшина) в конце XVIII века — Славяно-Латинская, а во времена М. В. Ломоносова — Спасские школы). По уставу заведение называлось Гуманитарной академией Российского православного царства, во главе стояли греки братья Иоанникий и Софроний Лихуды — выпускники Падуанского университета. Академия должна была давать общее гуманитарное образование, изучались «семена мудрости» — науки духовные и гражданские, «начиная от грамматики, пиитики, риторики, диалектики, философии разумительной, естественной, нравной даже до богословия» — то есть, весь цикл школы от низших классов до высших. Предполагалось, что училище будет открыто для всех, независимо от социального положения. Учились от детей князей Одоевских до детей холопов, не говоря уже о свободных, в том числе, среди учащихся были Михаил Ломоносов, Леонтий Магницкий, Василий Тредиаковский, Пётр Постников и другие. По уставу в будущем, за исключением знати, только выпускники школы могли занимать государственные должности. Академия должна была получить широкую автономию — согласно уставу профессора и учащиеся подчинялись собственной юрисдикции. Но в 1694 году Лихуды были отстранены от преподавания в академии по предложению в своё время направившего их патриарха Досифея Иерусалимского, так как православное духовенство опасалось, как бы академия, куда Лихуды принимали на работу теологов, не стала проводником ересей, и, действительно, под влиянием теологии и схоластики её духовные лица поначалу вмешивались в светские дела и проводили экспертизу «на православие».
В 1724 году лейб-медик Лаврентий Блюментрост, впоследствии первый попечитель Московского университета, представил по указанию Петра I в Сенат регламент устройства в России высшего учебного учреждения — Академии наук и при ней университета и гимназии. Предполагалось, что в университете будут три факультета: юридический, медицинский и философский, на которых должны читаться лекции по математическим и гуманитарным наукам, а богословский факультет, в отличие от всех известных тогда университетов, не предусматривался. Сенат это утвердил.
Проект об Учреждении Московского университета, утверждённый Елизаветой Петровной в 1755 году, также явно исключал богословие из основной структуры университета:

§ 4. Хотя во всяком Университете кроме философских наук и юриспруденции должно такожде предлагаемы быть богословские знания, однако попечение о богословии справедливо оставляется святейшему Синоду.

В результате в XVIII веке Академический университет Петербургской Академии наук и Московский университет отличались от всех остальных во всём мире тем, что в них не было богословского факультета (кафедра богословия в Московском появилась в 1819 году). Это стало особенностью всех, кроме Дерптского, теологический факультет которого готовил лютеранское духовенство, университетов Российской империи. После раздела Польши в юрисдикции России был также Виленский университет с теологическим факультетом, но при его закрытии в результате восстания 1830 года теологический факультет был преобразован в Римско-католическую духовную семинарию и затем переведён в Петербург. Одновременно c Виленским был закрыт и основанный Александром в 1817 году Варшавский университет с теологическим факультетом. Этот университет и его теологический факультет возобновили свою деятельность только в 1869 году. До революции структура богословского образования России включала в себя духовные училища, семинарии, академии (последние только в начале XIX века стали продолжением семинарского образования), в университетах России православных богословских факультетов не было. Но многие высокообразованные богословы преподавали светские дисциплины на различных кафедрах, в том числе, на кафедрах нравственных и политических наук. С начала XIX века в университетах появились кафедры богословия, всеобщей церковной истории, русской церковной истории, канонического права, которые чаще всего возглавляли священнослужители — кандидаты, магистры и доктора богословия, церковной истории и церковного права. Однако в XIX веке взаимодействие духовной и светской высших школ оставалось весьма ограниченным. Герцен в воспоминаниях отмечал, что в Московском университете только выпускники богословских школ хорошо и правильно понимали философию. Для предотвращения правильного понимания и распространения зарубежных философских учений в России согласно уставу 1884 года, отменённому в 1904 году, способные научить хорошо понимающих философию богословов производству взрывчатых веществ выпускники гимназий и реальных училищ не могли поступать в духовные семинарии, а обучавшиеся в духовных семинариях — в университеты, кроме филологических факультетов, лишь к концу XIX века отличникам семинарий разрешили поступать в Варшавский (уже в 1886 — на историко-филологический и физико-математический факультеты), Томский и Юрьевский университеты. Но многие видные деятели науки, естествознания, медицины России всё же учились в духовных школах (например, профессора Пётр Кудрявцев, Павел Некрасов, члены-корреспонденты Академии наук Иакинф (Бичурин), Александр Воскресенский, Василий Болотов, академики Михаил Сперанский, Василий Ключевский, Иван Павлов, Алексей Ухтомский и др.).
Православное богословие оказало большое влияние на развитие Московской математической школы. Но православная традиция показывает, что несмотря на пользу преподавания богословия в вузах как факультативного предмета светские учебные заведения не могут готовить православных богословов. После того, как в XVII веке сформировалась так называемая «киевская учёность», на базе которой возникли духовные академии и семинарии, даже эти учебные заведения с самого начала жили замкнутой жизнью, оторванной от церковной действительности. Противостояние между монастырями и духовными школами можно проследить на протяжении всего синодального периода. Сложились две богословские традиции, два подхода к духовной жизни. Монастыри продолжали жить наследием Древней Церкви и Византии; основными источниками оставались творения Отцов Восточной Церкви; упор делался на практическое освоение святоотеческого наследия, а не на теоретическое обоснование истин христианской веры. В духовных школах, напротив, было сильно влияние сначала католической схоластики (XVII—XVIII века), а затем и протестантского рационализма (XIX век); преподаватели и студенты увлекались модными западными философскими течениями. К началу XX века две стороны перестали не только понимать, но и слышать друг друга: они говорили на разных языках, пользовались разным понятийным аппаратом, апеллировали к разным авторитетам.
За время советской власти в России было уничтожено преподавание богословия и церковной истории в светских высших учебных заведениях. Но сейчас появилась светская богословская специальность под названием «теология». В МГУ открыта кафедра церковной истории. Для специальности «Филология» была введена теологическая специализация с присвоением квалификации: «Филолог со знанием основ теологии». Были введены специализация «Церковное шитьё» для специальности «Декоративно-прикладное искусство и народные промыслы», специализация «Иконопись» по специальности «Живопись», а также обсуждается введение специализации «Регентование» по специальности «Хоровое дирижирование».

### Современность

#### Ислам
Университет Аль-Азхар послужил образцом для университетов на Европейском континенте. В 1961 году университет был реорганизован Насером, добавившим ряд светских факультетов (административного управления, медицины, сельского хозяйства и пр.). Всего в высшем учебном заведении работает около 50 факультетов. Университет ставит одной из своих главных задач воспитание молодых мусульман в духе толерантности и терпимости. Преподаватели университета, в котором все дисциплины изучаются в соответствии с одним из мазхабов суннитов, и преподаватели Эр-Риядского университета, где изучается новая религия без мазхабов, учат шакирдов и в медресе России. В исламе нет чёткой грани между духовенством и мирянами.

#### Христианство
Широко распространён взгляд на теологию (хотя теологическое образование может и не включать изучение церковно-практических дисциплин и не готовить для пастырского служения) и особенно на богословие как на профессиональное образование для христианского духовенства (клира). Такой взгляд, к примеру, был использован в качестве обоснования для включения теологии в список изучаемых дисциплин Берлинского университета в 1810 году.

##### Германия
В Германии теологические факультеты государственных университетов обычно привязаны к конкретной религии (римско-католической, протестантской или исламу) и имеют соответствующие степени и должности. (Например, в Тюбингенском университете — три (католический, протестантский, исламский), а в Боннском университете — два теологических факультета (католический и протестантский)). При этом основной целью теологического обучения является академическое образование духовенства и школьных учителей. Теологические факультеты существовали и в бывшей Германской Демократической республике.

##### Франция
Во Франции в соответствии с Конституцией, отделяющей церковь от государства, в государственных университетах теологические факультеты, вообще говоря, теоретически существовать не могут, однако на практике после присоединения ранее принадлежавшего Германии региона Эльзас-Лотарингия (Эльзас-Мозель по названию департаментов Верхний Рейн, Нижний Рейн, Мозель) к Франции в результате первой мировой войны и ликвидации Эльзасской Советской республики теологические факультеты и факультет религиозной педагогики государственных вузов сохранились в регионе Эльзас-Лотарингия, чтобы не ухудшать положение населения — причём католические ещё и на основании продления Францией касающихся их международных соглашений между Германией и Ватиканом, а протестантские — чтобы не осуществлять дискриминацию протестантов Эльзаса по сравнению с католиками и в соответствии с используемыми только в этом регионе Франции положениями Кодекса Наполеона 1801 года, согласно которому римско-католической, лютеранской и кальвинистской церквям, а также иудейским синагогам, предоставляются субсидии, а обучение в религиозном духе в государственных учебных заведениях возможно для всех этих конфессий. Французский закон 1905 года о практических мерах по отделению религии от государства здесь не действует, более того, возникают дискуссии по поводу расширения списка поддерживаемых конфессий.
Закон Франции от 18 марта 1880 г. запрещает частным высшим образовательным учреждениях называться университетами. Поэтому католические высшие учебные заведения на остальной территории Франции — негосударственные и называются институтами. Католическая церковь — единственная во Франции, которая создала многопредметные образовательные структуры такой величины, как католические институты (согласно закону 2001 года они имеют особый статус общественно полезных организаций Французской республики). У других конфессий существуют образовательные структуры, подобные неприсоединённым католическим факультетам, но значительно меньшей величины.
Главной особенностью организации католических институтов во Франции является то, что теологию (все её специальности) изучает только приблизительно четверть из более чем 20 000 студентов католических институтов Франции, для поступления на теологические специальности нет необходимости иметь церковный сан, и выпускники принимать его не обязаны (аналогичные правила для обучающихся в духовных школах в Российской империи действовали ещё ранее, с 1869 года), и католические институты сочетают чисто теологическое образование с различными направлениями нерелигиозного образования либо на факультетах свободных наук, урегулированных Законом от 1875 г., либо в высших школах, функционирующих в соответствии с профильным законодательством в их сферах деятельности (сельскохозяйственное, художественное, техническое образование, и т. д.). Но государственные экзамены по всем нетеологическим специальностям выпускники сдают профессорам государственных университетов, без этого их дипломы вообще недействительны, поэтому католическим институтам трудно конкурировать с государственной системой высшего образования. Впрочем, католические институты получают государственные субсидии на нетеологическое образование наравне с государственными вузами. При характеристике католических институтов следует отметить разнообразие учреждений, присоединённых к ним. Можно составить довольно точное представление о деятельности католических институтов, представив концентрические круги, центром которых являлся бы факультет(ы) теологии, оказывающий(е) влияние на другие образовательные и культурные (например, в составе Парижского католического института есть музей «Библия и Святая земля» и музей французского изобретателя радио Э. Бранли) структуры с различной интенсивностью в зависимости от удалённости их от центра. Близкие к центру этой модели факультеты свободных наук ещё испытывают влияние теологии. Напротив, для многочисленных негуманитарных учреждений и школ, иногда децентрализованных географически, присоединение к этой концентрической модели является данью воспоминаниям об их истоках, осуществляется только благодаря устанавливаемой уставом представленности католического института в их Административном совете. Речь идёт об учреждениях технического образования, о школах коммерции, инженерных школах, образовательных учреждениях в области сельского хозяйства, которых насчитываются десятки на каждый католический институт.
Каждое частное образовательное учреждение, присоединённое к католическому институту, регулируется нормами об образовании в той области, к которой оно имеет отношение (техническое, сельскохозяйственное, парамедицинское образовательное учреждение и пр.)
Католические институты, не составляя однородную совокупность, объединяют значительное количество достаточно разнообразных структур, при этом каждый из пяти институтов Франции полностью автономен и регулируется в рамках французского законодательства каноническим правом, а также своими собственными правилами организации и функционирования. Каждый институт связан с епархиями, которые ему направляют, по крайней мере, в принципе, своих студентов. Архиепископы и учредители, объединённые в ассоциацию или в Высший совет, гарантируют сохранение основной цели учреждения, которое они контролируют.
Различные канонические дисциплины (каноническое право, философия, социология) могут преподаваться на отдельных факультетах или в независимых школах, или же они могут быть объединены в единый факультет теологии. В Париже и в Тулузе, например, каноническое право преподаётся на специализированном факультете. Важной задачей факультетов теологии является, в соответствии с каноническим законодательством, научное теологическое образование священников и тех, кто готовится к исполнению пасторских функций. Но поступление на католические теологические факультеты не является обязательным условием, чтобы стать священником (священники получают теологическое образование, главным образом, не в Католических институтах, а в семинариях, хотя и семинаристы, если это географически доступно, могут посещать лекции). Курсы католических институтов часто изучаются не только семинаристами католических семинарий, но, например, некоторые из них требует от своих семинаристов и православная Русская духовная семинария во Франции. Поскольку семинария имеет соглашение с государственным Университетом Париж — Сорбонна, где читаются светские дисциплины, её выпускники наряду с церковным дипломом получают и диплом магистра философии Сорбонны. Среди выпускников Сорбонны были Альберт Великий, Фома Аквинский, Раймунд Луллий, Роджер Бэкон, Иоанн Дунс Скот, Вильям Оккам, Эразм Роттердамский, Клод Бернар, Пьер Тейяр де Шарден, Михаил Остроградский, Николай Гумилёв, Марина Цветаева и многие другие. Русская семинария во Франции является единственным высшим учебным заведением Русской православной церкви в Западной Европе, а также единственным подобным учебным заведением РПЦ за пределами её канонической территории, отвечающим требованиям Болонского процесса. Срок обучения составляет 3 года бакалавриата, 2 года в магистратуре. Таким образом, в отличие от католических семинарий Франции, Русская духовная семинария является своеобразным аналогом православного богословского факультета Парижского Католического института. Факультеты теологии осуществляют подготовку для получения канонических степеней бакалавров, лиценциатов, «мэтриз», докторатов, но могут также предложить студентам и собственные (негосударственные) дипломы. Факультеты теологии дополнительно принимают большое количество так называемых вольных слушателей, которые стремятся получить образование без какой-либо другой цели, кроме как для углубления личных познаний и в обеспечение личных исследований. Факультеты теологии готовят также и к государственным дипломам. Для этой цели они заключают соглашения о приёме экзаменов с публичными (государственными) университетами на условиях, определённых Законом от 1971 г. Например, у факультетов теологии Католических институтов Анжера и Парижа имеются такие соглашения с государственными университетами.
Католические институты играют важную роль в педагогической и духовной подготовке преподавателей системы негосударственного школьного образования. Некоторые педагогические институты, ответственные за подготовку учителей начальной школы, были длительное время присоединены к ним. Сегодня эта роль оказалась поставленной под сомнение вследствие новых правил, регулирующих подготовку магистров системы частного образования. Но за католическими институтами остаётся непрерывное образование преподавателей частных католических школ, так же как и их духовное образование.

##### Англосаксонские страны
В Великобритании и США ряд известных колледжей и университетов был основан специально для обучения христианского духовенства, например, Оксфордский университет (Начало школьной деятельности в Оксфорде относится к временам до Альфреда Великого, который выступал арбитром в спорах между его богословами), Кембриджский университет, Гарвардский, Джорджтаунский, Бостонский, Йельский и Принстонский университеты.

##### Эстония
Согласно Уставу Теологического факультета Тартуского университета от 24 ноября 2000 г., теологический факультет является академической единицей в структуре Тартуского университета. Цель теологического факультета состоит в реализации образования в рамках трёх уровней: бакалавр, магистр и доктор. Задачами теологического факультета являются: организация и реализация образовательного процесса и научно-исследовательских работ в области евангельской (протестантской) теологии. В то же время факультет является общим для ряда конфессий и не подчинён никакой церкви и не требует их признания при сотрудничестве с ними. Направление узкоспециализированного профессионального религиозного образования (духовного образования) как подготовки священнослужителей осталось в компетенции Пасторской семинарии Лютеранской церкви и соответствующих образовательных учреждений других церквей. Студенты Факультета могут получить квалификацию преподавателя религиозного образования после прохождения соответствующих модулей изучения. Теологический факультет в Университете города Тарту был при его открытии в 1632 г. шведским королём Густавом II Адольфом. Тогда университет носил название — Академия Густавиана. Данная школа, изучавшая религию и готовившая священников и богословов, просуществовала в Тарту 24 года, пока не переехала в Ревель (ныне — Таллин), где и была закрыта в 1665 году. Рабочим языком был латинский. Попытки возобновить работу школы богословия сначала в Тарту, затем в Пярну (где она и была расформирована окончательно) в конце XVII-века -начале XVIII-го века завершились неудачей: немецкое дворянство и городское население северной Прибалтики отказались выполнять шведские распоряжения, перейдя на службу российской короне. Но попечители академии остались верны Швеции. В музее истории Тартуского университета имеется адресованное русскому царю Петру Первому письмо-ответ совета попечителей Академии Густавианы, в котором совет отказывается восстановить деятельность академии, несмотря на предложение царя. В течение периода с 1802 года, когда университет был восстановлен Александром Первым, по 1918 г. теологический факультет Императорского университета Тарту (Kaiserliche Universität zu Dorpat) осуществлял подготовку лютеранских пасторов не только для священнической деятельности в Эстонии, но и для лютеранских конгрегаций в целом по Российской империи. Труды профессора Феодосия Харнака, его сына, выпускника университета Адольфа Гарнака в области практического богословия сделали теологический факультет Тартуского университета известным во всём лютеранском мире. Учреждение Эстонского национального университета в 1919 г. привело к реорганизации теологического факультета, который стал школой эстонской, а не немецкоязычной и русскоязычной, как ранее, теологической мысли и нового поколения эстонских пасторов. Перспективные тенденции были прерваны в 1940 г., когда советскими властями факультет был закрыт. Вопрос о возобновлении функционирования теологического факультета был поднят в 1991 г., вскоре после объявления о восстановлении независимой Эстонской Республики. В первое время на факультете, возобновившем свою работу, были открыты три кафедры: кафедра Ветхого Завета, кафедра Нового Завета, кафедра сравнительной теологии. В сентябре 1991 г. был проведён набор первых 32 студентов.

##### Финляндия
Третьей в Швеции после Упсальской и Дерптской академий стала открытая в 1640 году Королевская академия Або. После пожара в Або (Турку) в 1827 году она была переведена в Гельсингфорс и преобразована в Гельсингфорсский университет имени Александра I, где сохранился лютеранский теологический факультет. (Финляндия не была частью Российской империи, а находилась в личной унии — российский император был её великим князем, и примерные Уставы российских университетов не использовались, да и в самой империи существовал теологический факультет Дерптского (Юрьевского) университета). В современной Финляндии, где православие является одной из государственных религий, православных священников готовит отделение православного богословия школы теологии философского факультета (государственного) Университета Восточной Финляндии, а православная семинария выпускает церковнослужителей.

##### Польша
Хотя в большинстве европейских государств отсутствуют официальные государственные образовательные стандарты по теологии, в Польше такой стандарт действует. Он был выработан на основании рекомендаций Католической церкви. Польская православная церковь и другие конфессии адаптируют его для своих нужд. Православное богословское образование в Польше осуществляется кафедрой православного богословия в Белостокском университете, Христианской богословской академией в Варшаве и Варшавской духовной семинарией. Кафедра православного богословия была открыта в Белостокском университете 5 марта 1999 года. Она является межфакультетской, напрямую подчинённой ректору. Руководитель кафедры — имеющий звание профессора Его Блаженство Митрополит Варшавский и всея Польши Савва. На кафедру могут поступать успешно закончившие курс магистратуры гуманитарных факультетов. Выпускники кафедры получают дополнительную квалификацию, аналогичную второму высшему образованию, и, таким образом, имеют большие возможности трудоустройства. Деятельность кафедры ориентирована, прежде всего, на подготовку преподавателей закона Божия в средней школе для освещения учения Православной Церкви. В настоящее время рассматривается перспектива преобразования кафедры в православный богословский факультет. В связи с этим кафедра заинтересована в сотрудничестве с Русской Православной Церковью.
Христианская богословская академия в Варшаве является наследницей отделения евангелической теологии и курсов православного богословия, действовавших в Варшавском университете в период между первой и второй мировыми войнами. Коммунисты после прихода к власти не дали разрешения возобновить деятельность курсов православного богословия. Отдел евангелической теологии в 1954 году был выведен из состава Варшавского университета и преобразован в Христианскую богословскую академию, которая первоначально состояла из двух секций: евангелической и старокатолической. В 1957 году в Академии была открыта и секция православного богословия. При этом не происходит никакое смешение вер, так как объединены только хозяйственные службы, бухгалтерия, кафедры филологии, общеобразовательных дисциплин, первой помощи и т. д. Ректорами Академии могут избираться представители разных конфессий. В настоящее время ректором Академии является православный архиепископ Вроцлавский и Щецинский Иеремия.
Христианская богословская академия в Варшаве является поликонфессиональным высшим учебным заведением, подчиняющимся министерству народного образования Польши. Академия выдаёт дипломы государственного образца и присваивает учёные степени. Студенты Академии получают квалификацию в области теологии и педагогики. Выпускники Академии трудятся не только как пастыри различных христианских конфессий, но и как специалисты в области религии в гражданских учреждениях, социальные работники и педагоги. В Академию принимаются выпускники средних школ. Возможна дневная и заочная формы обучения.
Сегодня в Академии обучение ведётся по следующим специальностям: 1. Теология (по направлениям: евангелическая теология, старокатолическая теология, православная теология). Срок обучения 5 лет. Выпускники получают диплом магистра. 2. Педагогика (направления: школьная педагогика, социальная работа в общественных организациях, межкультурная педагогика и педагогика взрослых). Срок обучения 3 года. Выпускники получают диплом лицентиата (бакалавра). 3. Обучение второй ступени по специальности теология (направление: педагогика религии). Срок обучения 2 года. Выпускники получают диплом магистра. На вторую ступень обучения принимаются выпускники высших учебных заведений или духовных семинарий Евангелической, Старокатолической и Православной Церквей, выдающих диплом лицентиата (бакалавра).
Варшавская духовная семинария является учебным заведением Польской Православной Церкви. Её задача — подготовка кандидатов в священный сан. Срок обучения в семинарии — 3 года. Выпускники семинарии получают признаваемый государством диплом лицентиата (бакалавра), и могут поступать в Христианскую богословскую академию на третий курс.

##### Восточная Европа
Киево-Могилянская академия стала фактически первым высшим богословским учебным заведением в православном мире. И потому не удивительно, что она оказала определяющее влияние на развитие богословского образования не только на Украине, в России и в Беларуси, но и в других православных странах. В 1641 году митрополит Пётр Могила основывает при монастыре Трёх Святителей в Яссы школу по образцу Киевской коллегии. Сначала ею руководит Сороний Почацкий, бывший воспитанник и ректор Киево-Могилянской коллегии, прибывший по приглашению господаря Василия Лупу в Молдавское княжество (Русовлахию) с группой преподавателей и запасом учебной литературы. После преобразования Киевской коллегии в Академию Карловацкий митрополит Моисей Петрович писал Петру Великому: «Не материальные блага испрашиваю, а духовные. Не денег требую, а помощи в просвещении, оружия душам нашим. Будь нам вторым Моисеем и избавь нас из Египта незнаний!». В феврале 1724 года Петром был издан указ «О направлении из Св. Синода в Сербию для обучения тамошнего народа детей латинского и словенского диалектов двух учителей». Однако при жизни Петра осуществить просветительские планы не удалось, и первый русский учитель, Максим Терентьевич Суворов, прибыл на Балканы уже в правление Екатерины I, в августе 1725 года. За 12 лет он подготовил сотни священников. В 1733 году киевский митрополит Рафаил Заборовский по просьбе нового Карловацкого митрополита Викентия Иоанновича направил к сербам группу киевских учителей, которые открыли в Сремских Карловцах школу. Её ректором стал Эммануил Козачинский (впоследствии — архимандрит Михаил). Кроме того, выходцы с Балкан приезжали в Киев для получения образования. В списках студентов Киевской академии XVIII века встречаются также греки, молдаване, валахи и выходцы из Венгрии (жители современной Закарпатской Украины и соседних территорий нынешних Словакии, Румынии, Венгрии). Выпускники Киево-Могило-Заборовской Академии играли затем важную роль в церковной жизни у себя на родине. Так, например, окончившие её епископ Дионисий Новакович, архимандрит Иоанн Раич, Евстафий Склеретич стали наиболее известными сербскими церковными писателями XVIII века.

##### Балканы
В ходе национально-освободительной борьбы в XIX веке на Балканах было создано несколько национальных государств, в которых были воссозданы или вновь образованы автокефальные или с широкой степенью автономии Православные Церкви. Греция, Сербия, Болгария и Румыния в XIX веке столкнулись с проблемой качественной подготовки кандидатов в священство и создания системы высшего богословского образования. В результате все эти страны пошли по традиционному европейскому пути, создав богословские факультеты в составе государственных университетов. Первый такой факультет был создан в Греции. Независимость Греции была признана великими державами в 1830 году, а в 1837 году в Афинах был открыт университет, в составе которого было четыре факультета: богословский, юридический, медицинский и философский. С этого времени богословские факультеты являются неотъемлемой частью греческой системы высшего образования. Второй богословский факультет в Греции был открыт в 1942 году в Фессалоникийском университете. Не все выпускники принимают сан, и даже среди профессиональных богословов немало мирян. Поэтому всё большее значение приобретает подготовка священников в семинариях. Монашеская республика на горе Афон находится вне юрисдикции Элладской церкви — она, как и некоторые епархии Греции, подчиняется Вселенскому патриарху. Связь богословского образования Греции с монашеством и Элладской церкви, и Вселенского патриархата, в основном, осуществляется за счёт заочного образования насельников и насельниц монастырей на богословских факультетах. Примерно тем же путём пошли и другие государства на Балканах. Так, в Румынии были открыты богословские факультеты в Яссах (1860—1864 гг.); в Бухаресте (в 1881—1883 гг. основан как академия, в 1890—1948 гг. — в составе Бухарестского университета), при этом секуляризация богословского образования и перевод богослужения с церковнославянского языка на румынский в значительной степени подорвали восстановленную в Румынии Паисием Величковским исихастскую традицию. Основание богословских семинарий Румынии в Сокольском Монастыре в Яссах относится к 1804 году; в Сибиу — 1811 году (с 1943 — факультет университета); Араде — 1892 году; Бухаресте (епархиальная семинария) — 1834 году; Бузэу — 1836 году; Куртя-де-Арджеше — 1836 году; Рымнику-Вылча — 1837 году; Бухаресте («имени Митрополита Нифонта») — 1872 году. В Румынии сейчас действуют факультеты православного богословия в университетах городов Бухарест, Алба-Юлия, Арад, Бая-Маре, Клуж-Напока, Констанца, Крайова, Галац, Яссы, Орадя, Питешти, Сибиу, Тырговиште, Тимишоара. Ещё два православных богословских факультета (в Сербии и Болгарии) были открыты уже в XX веке благодаря эмиграции российских богословов, так как не было местных кадров. Кроме того, в состав королевства Югославия после первой мировой войны вошли Сремски Карловцы, где благодаря помощи русских богословов действовала Богословия (семинария), в значительной мере соответствовавшая стандартам высшей школы. Православный богословский факультет Белградского университета был создан в 1920 году, а богословский факультет Софийского университета начал работу в сентябре 1923 года. После прихода коммунистов к власти в Румынии в 1949 году церковь была отделена от системы светского образования (в странах «народной демократии» религия обычно не отделялась от государства, по крайней мере, в том виде, как это было в СССР), а богословский факультет был выведен из состава Бухарестского университета и преобразован в самостоятельный Богословский институт. Аналогичные решения были приняты и властями Болгарии и Югославии. В 1951 году решением Болгарского правительства богословский факультет был выведен из состава Софийского университета и преобразован в духовную академию имени святого Климента Охридского, которая являлась высшим церковным учебным заведением и не имела государственного признания. Но согласно разработанному при активном участии протоиерея Всеволода Шпиллера законодательству Болгарии церковь была признана культурообразующей и имеющей основополагающее значение в жизни народа. Церковь отделялась от государства, но, в то же время, получала от него поддержку. Все монастыри и храмы содержались за счёт государства. Более того, священникам разрешалось участвовать в жизни школ, в отличие от Румынии, где церковь не была отделена от государства, но категорически отделена от школы. Болгарские священники несмотря на провозглашённое отделение церкви от государства получали от него зарплату, как необходимые в воспитании и культурном образовании молодёжи и народа. Создавались совместные формы хранения святынь, музейных церковных ценностей и т. д. В ряде других стран — не только в Болгарии, но и в Венгрии и ГДР — государственные власти также осуществляли финансовое субсидирование религиозных объединений; в Польше выплачивалась зарплата всем священникам, осуществлявшим катехизацию детей в специальных пунктах (к концу 80-х гг. таких пунктов насчитывалось около 22 тысяч). В 1946 году начались попытки вывода Белградского богословского факультета из состава Белградского университета. Священный Синод Сербской православной церкви во главе с митрополитом Скопленским Иосифом решительно воспротивился этому процессу. Однако 15 февраля 1952 г. правительство Народной Республики Сербии по предложению министра-председателя Совета по образованию, науке и культуре М. Митровича приняло решение об упразднении Белградского богословского факультета как государственного учебного заведения, и уже на следующий день университетский совет образовал комиссию по ликвидации, осуществлённой 30 июня 1952 года. Бывший факультет стал самостоятельным высшим учебным заведением Сербской Православной Церкви. Но затем, после падения режимов «народной демократии» эти учебные заведения вновь стали теологическими факультетами университетов. Так, 9 января 2004 года правительство Сербии отменило решение от 15 февраля 1952 года об исключении богословского факультета из состава Белградского университета.

## Современное богословие за пределами России
В средние века монополия на образование находилась в руках церкви, а само образование приняло преимущественно богословский характер. Теология была основным предметом и светской, в том числе высшей, школы. С тех пор по-прежнему за пределами России к богословию относятся как к гуманитарной дисциплине наравне с философией (например, в Оксфорде есть специализация «Философия и теология»). Некоторые университеты из числа традиционно входящих в десятку лучших естественнонаучных школ мира (Гарвард, Принстон) имеют факультеты и присуждают степени по теологии.
Широко известно, что богословами были Исаак Ньютон (1643—1727) и Готфрид Вильгельм Лейбниц (1646—1716), а целый ряд известных западных естествоиспытателей, изобретателей, философов, историков, писателей, политиков, деятелей искусства и даже актёров нового времени имели теологическое образование, например: Исаак Барроу (1630—1677), Бартоломеу де Гусман (1685—1724), Леопольд Моцарт (1719—1787), Ральф Уолдо Эмерсон (1803—1882), Чарльз Дарвин (1809—1882), Грегор Мендель (1822—1884), Эдвин Эбботт Эбботт (1838—1926), Генри Джеймс (1843—1916), Альберт Швейцер (1875—1965), Пьер Тейяр де Шарден (1881—1955), Уолтер Онг (1912—2003), Алан Уилсон Уотс (1915—1973), Перл Бэйли (1918—1990), Мартин Лютер Кинг (1929—1968), Рудольф Зимек (1954—) и другие.
Тем не менее, как объяснял ученик и друг Дарвина К. А. Тимирязев, в развитии биологии именно научный приём «оказался способным к разрешению самых сложных проблем, перед которыми беспомощно остановилась поэтическая интуиция теолога и самая тонкая диалектика метафизика».

### Богословие в странах СНГ
Высшая аттестационная комиссия Украины внесла богословие в список специальностей, по которым проводится защита диссертаций на соискание учёных степеней. Кабинет министров пока не утвердил это решение. В Азербайджане в Бакинском государственном университете осуществляется подготовка магистров по специальности «Теология». В Армении в Ереванском государственном университете функционирует богословский факультет, где ведётся преподавание богословских дисциплин.

#### Республика Беларусь
В Республике Беларусь в Белорусском государственном университете c 2004 года действует Институт теологии имени святых Кирилла и Мефодия.
Институт появился на базе факультета теологии Европейского гуманитарного университета. Факультет (первоначально кафедра теологии) существовал с 1992 по 2004 годы, его деканом был Митрополит Минский и Слуцкий Филарет, Патриарший Экзарх всея Беларуси, который выступил с идеей создания богословского образовательного и научного проекта для белорусского социума и всего восточноевропейского пространства. Создание Института теологии — также во многом инициатива митрополита Филарета (Вахромеева).
В 1997 году Министерством образования Республики Беларусь впервые в истории Восточной Европы была признана специальность 1-21 01 01 «Теология». В 1998 году она была внесена в государственный стандарт, а на факультете теологии был разработан первый образовательный стандарт по этой специальности усилиями сотрудников И. П. Латушко и А. Ю. Бендина.
В Институте теологии готовят специалистов первой ступени высшего образования по специальности «Теология» (квалификация: «Теолог-религиовед. Преподаватель обществоведческих дисциплин») и второй ступени высшего образования (магистратура) по специальности «Религиоведение, философская антропология, философия культуры» (академическая степень магистра философских/исторических наук).

## Специальность «теология» в современной России
В современной российской системе светского образования предпринята попытка дать следующее определение теологии, разработанное при участии Православного Свято-Тихоновского гуманитарного университета: «Теология — это комплекс наук, которые изучают историю вероучений и институционных форм религиозной жизни, религиозное культурное наследие (религиозное искусство, памятники религиозной письменности, религиозное образование и научно-исследовательскую деятельность), традиционное для религии право, археологические памятники истории религий, историю и современное состояние взаимоотношений между различными религиозными учениями и религиозными организациями. Предметом теологии являются накопленные в течение длительного исторического срока религиозный опыт, памятники религиозной культуры, а также интеллектуальное и духовное богатство», при этом в государственных вузах в число дисциплин христианской теологии входят в том числе догматическое и литургическое богословие. По мнению религиоведа Марианны Шахнович такое определение теологии противоречит многолетней богословской традиции и содержит, скорее, характеристику проблемного поля религиоведческой науки.
Противники добавления теологии в программу российских университетов указывают на существенную разницу между образовательными структурами России и Запада: «в отличие от России, в других странах — участницах Болонского соглашения нет системы государственной аттестации, а учёные степени присуждаются конкретным университетом или иным учебным заведением», что позволяет тем странам Запада, где религия отделена от государства, как сказано в одном из решений Верховного суда США, «для предотвращения разложения власти и деградации религии», избежать неконституционного признания системы религиозных догматов на государственном уровне.
Согласно Приказу № 1010 от 06.04.2000 Министерства образования и науки Российской Федерации, специальность 520200 «Теология» была расположена в разделе 520000 «Гуманитарные и социально-экономические науки» Перечня направлений подготовки и специальностей высшего профессионального образования (приложение № 2).
В последующем, после принятия Приказа Минобрнауки России «Об утверждении и введении в действие федеральных государственных образовательных стандартов высшего профессионального образования», специальность Теология (квалификация (степень) «магистр» и «бакалавр») должна была быть изменена на № 033400 того же раздела вложения.
17 января 2011 года министр образования и науки России А. А. Фурсенко издал Приказ № 49 «Об утверждении и введении в действие федерального государственного образовательного стандарта высшего профессионального образования по направлению подготовки 033400 Теология (квалификация (степень) „магистр“)». В России 36 вузов, в том числе 21 государственный, сегодня выдают дипломы бакалавров и магистров теологии. Согласно стандарту «образование специалистов теологии не преследует цели подготовки священнослужителей». Но аккредитованные Министерством образования и науки духовные школы Русской православной церкви помимо богословского диплома об окончании семинарии церковного образца выдают дипломы «бакалавра теологии» государственного образца, так как в курсе «Сравнительное богословие» они изучают и основы других религий.
В современной России теология долгое время не входила в государственный перечень научных специальностей. Представители православия и других конфессий добивались её включения в этот перечень, против чего выступали министр образования А. Фурсенко, эксперты ВАК, некоторые академики Российской академии наук и часть научной общественности (см. Письмо десяти академиков). В феврале 2008 года 225 докторов и кандидатов наук выступило за официальное признание теологии отдельной отраслью науки, на что в марте того же года последовала негативная реакция СМИ и части научного сообщества.
Теология как «учение о Боге», то есть, дисциплина, связанная с религиозной философией, не входила в российскую номенклатуру специальностей научных работников; диссертации по вопросам теологии представляются к защите по научной специальности 09.00.13 — «Религиоведение, философская антропология, философия культуры». Также Министерство образования и науки РФ предполагает, что вместо открытия научной специальности «Теология» в паспорт научной специальности «История» или же любой другой гуманитарной дисциплины будет заложена возможность защитить диссертацию духовного содержания.
С 1 сентября 2014 года в России вступил в силу приказ Министерства образования и науки РФ об утверждении федерального государственного образовательного стандарта высшего образования подготовки кадров высшей квалификации (аспирантура) по направлению «теология». Направлению присвоен код 48.06.01. Но направленность (специальность научного работника) диссертации может быть либо по утверждённому государством списку, в котором «теологии» пока нет, либо по конфессиональному документу, можно и сочетать. Обучаться можно только в вузе или в научной организации и только христианской, исламской, буддийской или иудейской теологии.
30 мая 2016 года приказом Министерства образование и науки Российской Федерации создан объединённый диссертационный совет Общецерковной аспирантуры и докторантуры имени святых равноапостольных Кирилла и Мефодия, Православного Свято-Тихоновского гуманитарного университета, Московского государственного университета имени М. В. Ломоносова и Российской академии народного хозяйства и государственной службы при Президенте Российской Федерации «пo защите диссертаций на соискание учёной степени кандидата наук, на соискание учёной степени доктора наук Д 999.073.04 по научной специальности 26.00.01. — Теология (исторические науки, философские науки)».
В конце мая 2017 года в России защитили первую диссертацию по теологии. Защита диссертации по теме «Разрешение проблем русского богословия XVIII века в синтезе святителя Филарета, митрополита Московского» декана богословского факультета Православного Свято-Тихоновского гуманитарного университета протоиерея Павла Хондзинского прошла в Общецерковной аспирантуре и докторантуре им. Кирилла и Мефодия.

### Болонский процесс в РПЦ
По инициативе патриарха Кирилла в РПЦ начинается реформирование духовного образования. Преобразования нацелены на интеграцию российского духовного образования в европейское и отечественное образовательное и научное пространство. Главная цель реформы — это повышение уровня качества духовного образования России.
В соответствии с Болонским процессом духовное образование в РПЦ будет трёхуровневым:
- Первый уровень — это бакалавриат: 4 года (обязательных) и 1 год (пастырский и практический) обучения в Семинарии, итогом которого становится написание дипломной работы на соискание степени «Бакалавр богословия».
- Второй уровень — это магистратура: 2-годичная программа в духовных академиях, итогом которой становится написание магистерской диссертации на соискание степени «Магистр богословия».
- Третий уровень — это аспирантура: 3-годичная программа в духовных академиях, итогом которой становится написание кандидатской диссертации на соискание степени «Кандидат богословия» (в европейской классификации — «Доктор теологии I степени»).
- Особо отличившиеся кандидаты богословия могут продолжить заниматься богословскими дисциплинами в докторантуре при Общецерковной аспирантуре и докторантуре им. свв. Кирилла и Мефодия, а также в Славяно-Греко-Латинской Академии, и защитить докторскую диссертацию на соискание степени «Доктор богословия» (в европейской классификации — «Доктор теологии II степени» или Doctor of Divinity).

В 2010 году формирование трёхуровневого духовного образования, в соответствии с Болонским процессом, практически завершено пока только в двух высших учебных заведениях РПЦ на её канонической территории — в Ужгородской богословской академии им. свв. Кирилла и Мефодия и Православном Свято-Тихоновском гуманитарном университете в Москве.

## Христианское богословие (теология)
Отрасли (дисциплины) богословия:
- Догматическое (фундаментальное, теоретическое) или систематическое богословие:
  - триадология — учение о Святой Троице
  - ангелология — учение об ангелах
  - антропология — учение о человеке
  - хамартология — учение о грехе
  - понерология — учение о зле
  - христология — учение о природах и лице Иисуса Христа
  - сотериология — учение о спасении
  - экклезиология — учение о Церкви
  - иконология — учение об иконе
  - сакраментология — учение о таинствах
  - эсхатология — учение о последних судьбах мира
- Апологетическое богословие (апологетика) — обоснование вероучения с помощью рациональных средств
- Сравнительное богословие — компаративный анализ базового вероучения с положениями других христианских конфессий
- Пастырское богословие:
  - литургика — теория и практика богослужения
  - гомилетика — теория и практика проповеднической деятельности
  - катехитика — первоначальное учение о вере
  - каноника — теория церковного права
- Нравственное богословие — учение Церкви о нравственном сознании и нравственном поведении человека
- Библейское богословие:
  - экзегетика — критическое объяснение или интерпретация библейских текстов
  - герменевтика — теория и методология истолкования религиозных источников
  - исагогика — раздел библеистики, предметом которого являются исторические источники религиозных текстов в авторском, культурном, хронологическом и других аспектах
- Историческое богословие:
  - церковная археология — история церкви, история Библии и её истолкований и др.
  - библейская история (Ветхий Завет и Новый Завет)
  - история Древней Церкви
  - византология
  - история поместных церквей
    - история Русской церкви

## Исламское богословие
- Акыда — вероучение (у суннитов в соответствии с одним из мазхабов акыды)
- Фикх — исламское правоведение: знание шариата и мазхабов фикха
- Тарих — история Пророков
- Кираат — корпус знаний о произношении Корана
- Таджвид — правила чтения Корана
- Хифз — заучивание Корана
- Ахляк — нравственное поведение
- Ильм-аль-Хадис — знание хадисов, важным разделом является Израильят, исследующий традиции, обычаи, представления, унаследованные от иудеев и христиан; этот раздел связан и с тафсиром, специализирующиеся на этом разделе исламские учёные изучают христианское богословие[106]. Известно, что уже Муавия был арбитром в спорах между христианскими богословами.
- Тафсир — толкование Корана
- Сарф — морфология арабского языка.

Калам, проблемное поле которого включает, в том числе, вопросы религиоведения и сравнительного богословия (российской специальности «теология»), хотя и изучается в медресе, не является частью исламской теологии (или богословия): термин «теология» в исламе не имеет никакого негативного оттенка ввиду широкого использования философии Аристотеля в исламском богословии и каламе (из-за этого до Альберта Великого учение Аристотеля обычно отвергалось католицизмом).
Отдельной дисциплиной, нацеленной на нравственное совершенствование и «очищение сердца», является тасаввуф. На Северном Кавказе главным обрядом подобной исихазму мистической практики мусульман — членов тарикатов — является зикр — ритуальное «поминание» Бога. В обоснование зикра ссылаются на Коран: «Вспоминайте Бога частым упоминанием» (33:41); «Вспоминайте же Меня, Я вспоминаю вас» (2:152). Зикр состоит обычно в многократном повторении определённых формул, как то: Аллах (Бог); Аллах хайй (Бог присножив); ля илаха илла-Ллах (Нет божества, кроме Бога); Аллах акбар (Бог превелик) и др. Чтобы не сбиться со счёта при повторении формул, пользуются чётками. Зикр отправляется громким или тихим голосом, индивидуально или коллективно. С другой стороны, и сам зикр повлиял на российское имяславие («В горах Кавказа»).
В большинстве братств зикр сочетается с обрядом сама — или этот обряд рассматривается как форма зикра — «слушание» музыки, обычно коллективное, которое часто сопровождается распеванием Корана или мистических стихов. Некоторые братства к пению добавляют и танец. Наиболее ярко такую практику осуществляют мюриды из братства мавлавииййа, известные как «пляшущие дервиши».
В целом тарикаты Северного Кавказа выступают как чрезвычайно многоликое явление, в котором уживаются самые различные, порой противоречивые, социально-политические и духовно-нравственные ориентации: от превознесения бедности до благословения богатства, от анархического неприятия государства, связанного с историей вольных аулов, до активной его поддержки, от граничащей с индифферентизмом абсолютной веротерпимости и толерантности до усердного распространения Ислама исключительно силой оружия, от презрения к рациональному познанию до увлечения философским теоретизированием — причём одни и те же люди в одном и том же тарикате активно проповедуют разные истины и ведут себя в соответствии с ними в зависимости от внешних условий и внутреннего состояния тариката, поскольку всё это укладывается в основную доктрину «величайшей любви».
В поэтической форме эту доктрину выразил «величайший шейх» тарикатов Ибн Араби, описывая собственное преодоление состояния отчуждения, когда «я осуждал моего товарища, если его религия не была близкой к моей», и свою проповедь всеобщей любви, которая объемлет все религии:

Сердце моё приемлет всякий образ:

 Оно и пастбище для газелей, и монастырь для монахов,

 Храм для идолов и Кааба для паломников,

Скрижали Торы и свитки Корана.

 Я исповедую любовь, и только любовь,

Она — моя религия и моя вера.
«Люди исповедуют разные верования о Боге, я же исповедую все их верования», — завещал своим последователям шейх.
В 2011—2013 годах государство выделяет свыше миллиарда рублей на развитие исламского образования с применением высоких технологий. Разработан государственный образовательный стандарт высшего образования «Исламская идеология».
Главными источниками исламского богословия являются Священное писание и Сунна, а шариата — только Коран и Сунна. Калам является частью исламской идеологии и не является частью исламского богословия.